# Minh Chuyên (ca sĩ)
Minh Chuyên (1986 –) có tên đầy đủ là Nguyễn Thị Minh Chuyên là nữ ca sĩ dòng nhạc Pop và Ballad người Việt Nam. Cô từng giành Quán quân cuộc thi Sao Mai Điểm hẹn 2010.

## Tiểu sử
Nguyễn Thị Minh Chuyên sinh tháng 1 năm 1986 tại Hà Nam là con út trong một gia đình có năm anh chị em, gia đình cô không có truyền thống nghệ thuật và bố mẹ cũng không ủng hộ theo nghề ca hát dù Minh Chuyên thừa hưởng khiếu văn nghệ từ bố và từng đạt giải nhì Tiếng hát Truyền hình Hà Nam khi cô 15 tuổi.
Sau khi tốt nghiệp thủ khoa của Trường Cao đẳng Văn hoá Nghệ thuật Tây Bắc nhưng lại theo học trường Đại học Văn hóa – Nghệ thuật Quân đội.

## Sự nghiệp
Trước khi thành công, Minh Chuyên đã tham gia một số cuộc thi âm nhạc như Giọng hát trẻ Hà Nội, Giọng hát hay Hà Nội Sao Mai điểm hẹn 2008, cô từng lọt vào top 10 của Vietnam Idol mùa 8 và dự thi Liên hoan tiếng hát truyền hình toàn quốc (Sao Mai) 2007 và 2009 ở dòng nhạc dân gian đương đại.
Năm 2010, khi đang là sinh viên năm 3 của Trường Đại học Văn hóa – Nghệ thuật Quân đội, Minh Chuyên tham gia cuộc thi âm nhạc Sao Mai Điểm hẹn 2010 do Đài Truyền hình Việt Nam tổ chức. Dù trong đêm diễn đầu tiên cô nằm trong 3 thí sinh được khán giả bình chọn ít nhất nhưng đã được Ban Giám khảo giữ lại. Ngay từ đầu cuộc thi, Minh Chuyên đã được đánh giá cao với giọng ca truyền cảm đầy nội lực, cô sở hữu kỹ thuật được đào tạo bài bản và cảm thụ âm nhạc tinh tế. Là một thí sinh khá lớn tuổi bởi chỉ bước qua một tuổi nữa cô sẽ không đủ điều kiện tham gia vào cuộc thi âm nhạc nào nữa, cô cũng có chút tự ti về ngoại hình khi tham gia Sao Mai Điểm hẹn. Trong số 4 thí sinh lọt vào vòng chung kết xếp hạng, Minh Chuyên là thí sinh được độc giả VnExpress bình chọn cao nhất với 1.117 trong tổng số 8.270 phiếu bầu. Kết quả Minh Chuyên giành chức Quán quân giải Sao Mai Điểm hẹn 2010, cô kết thúc cuộc thi với ca khúc Mây trong đêm chung kết. Cô cũng là nữ ca sĩ đầu tiên đạt thứ hạng cao nhất này của Sao Mai điểm hẹn kể từ lần đầu cuộc thi được tổ chức vao năm 2004.
Năm 2012, làm phẫu thuật nâng mũi, sau đó, vào ngày 28 tháng 5 cô ra mắt album mang tính thiện nguyện có tên Đôi cánh với số lượng 25.000 bản và MV Nối vòng tay lớn cho đối tượng khán giả là thanh niên. Album có sự tham gia của ca sĩ Phương Uyên, Hà Hoài Thu và nhóm Bel Canto.
Tháng 3 năm 2013, Minh Chuyên ra mắt MV Nhìn lại mình đi tiếp tục hướng tới đối tượng khán giả thanh niên, cô và và nhạc sĩ Dương Trường Giang có kế hoạch song ca Nhìn lại mình đi với một bản phối mới trong năm.
Ngày 1 tháng 8 năm 2014, cô ra mắt album đầu tay (Vol.1) mang tên Khi nào anh thuộc về em được đặt tên dựa theo truyện ngắn của nhà văn Cấn Vân Khánh, ca khúc chủ đề do Dương Trường Giang sáng tác. Cô đã lên kế hoạch cho album này từ sau Sao Mai Điểm hẹn 2010, nhưng việc thực hiện không suôn sẻ khi 3 lần bị các nhà sản xuất và phát hành lừa mất trắng vốn dù nhiều lần đi đòi lại sản phẩm. Minh Chuyên quen biết nhạc sĩ Dương Trường Giang từ năm 2008, cô thường chọn thể hiện các ca khúc của Trường Giang và là người giữ độc quyền nhiều ca khúc nhất của anh.
Tháng 9 năm 2016, Minh Chuyên phát hành mini-album "Đã có một thời... em yêu anh... như thế" với 6 ca khúc mà 2 trong số này là do cô sáng tác.
Minh Chuyên được xem là "nàng thơ" cuối cùng của Phú Quang, một trong những nữ ca sĩ được ông chọn hát các ca khúc của mình, năm 2018, cô thực hiện album nhạc Phú Quang có tên Thời gian có bao giờ trở lại. Trong liveshow Dương cầm lạnh và Phố cũ của tôi của nhạc sĩ tổ chức vào cuối tháng 3 năm 2018, Minh Chuyên là giọng ca nữ duy nhất của đêm diễn. Khi vị nhạc sĩ qua đời, cô đã thực hiện MV Khúc mùa thu để tưởng nhớ ông. Sau thời gian khá thành công với âm nhạc của Phú Quang, cô tạm dừng hoạt động nghệ thuật trong hai năm.
Tháng 8 năm 2022, cô có một mini-show riêng, Tình vừa chạm thu.

## Đời tư
Minh Chuyên kết hôn với một bác sĩ nha khoa hơn cô 11 tuổi, sau đó họ chuyển vào Nha Trang định cư và có hai con sinh năm 2019 và 2023. Khi con trai được 7 tháng tuổi hai người mới làm đăng ký kết hôn.

## Tác phẩm

### Album
| Năm  | Tựa đề                                  | Album       | Chú thích |
| ---- | --------------------------------------- | ----------- | --------- |
| 2012 | Đôi cánh                                | Album       | [ 13 ]    |
| 2014 | Khi nào anh thuộc về em                 | Album Vol.1 | [ 17 ]    |
| 2016 | Đã có một thời... em yêu anh... như thế | Mini album  | [ 20 ]    |

### MV
- 2012 – Nối vòng tay lớn
- 2013 – Nhìn lại mình đi
- 2017 –Tự[30]
- 2018 – Mẹ ơi! Mẹ không được chết[31]

### Ca khúc khác
- Ca khúc chủ đề phim Lời ru mùa đông.[32]
- "Tìm" ca khúc chủ đề phim Gió làng Kình[33]
- "Đêm cuối cùng của mùa đông" ca khúc chủ đề phim Ma làng[33][34]